# 藤原貞朗
藤原 貞朗（ふじはら さだお、1967年 - ）は、日本の美術史学者、茨城大学教授。

## 人物・来歴
大阪府泉佐野市生まれ。1991年大阪大学文学部美術史学科卒、2000年同大学院文学研究科博士後期課程満期退学。1997-2002年リヨン第2大学で美術史を学ぶ（DEA)。大阪大学文学研究科助手、2003年茨城大学人文学部助教授、2007年准教授、2012年教授。2009年『オリエンタリストの憂鬱』でサントリー学芸賞、渋沢・クローデル賞、2023年『共和国の美術』で吉田秀和賞受賞。

## 著書
- 『オリエンタリストの憂鬱 植民地主義時代のフランス東洋学者とアンコール遺跡の考古学』めこん, 2008.11
- 『共和国の美術 フランス美術史編纂と保守/学芸員の時代』名古屋大学出版会, 2023.2
- 『ルーヴル美術館　ブランディングの百年』講談社選書メチエ, 2024.11

共著
- 『山下清と昭和の美術 「裸の大将」の神話を超えて』服部正共著、名古屋大学出版会, 2014.2

### 翻訳
- ダリオ・ガンボーニ『潜在的イメージ モダン・アートの曖昧性と不確定性』三元社, 2007.9
- 『ゾラ・セレクション 第9巻 美術論集』三浦篤編・共訳、藤原書店, 2010.7
- タルディ『塹壕の戦争 1914-1918』共和国, 2016.10
- タルディ / ヴェルネ『汚れた戦争 1914-1918』共和国, 2016.12

## 論文
- <藤原貞朗